# الکامپل
الکامپل (به اسپانیایی: Alcampell) یک شهرستان در اسپانیا است که در استان هوئسکا واقع شده‌است.